# قصر أردشير بابكان
قصر أردشير بابكان المعروف أيضًا باسم معبد النار آتشکده، هي قلعة تقع على سفوح الجبل الذي يقع عليه قلعة دختر (فيروز آباد). بُنيت في عام 224 م على يد الملك أردشير الأول، أول الملوك الساسانيين الآريين الفرس.

## معرض صور

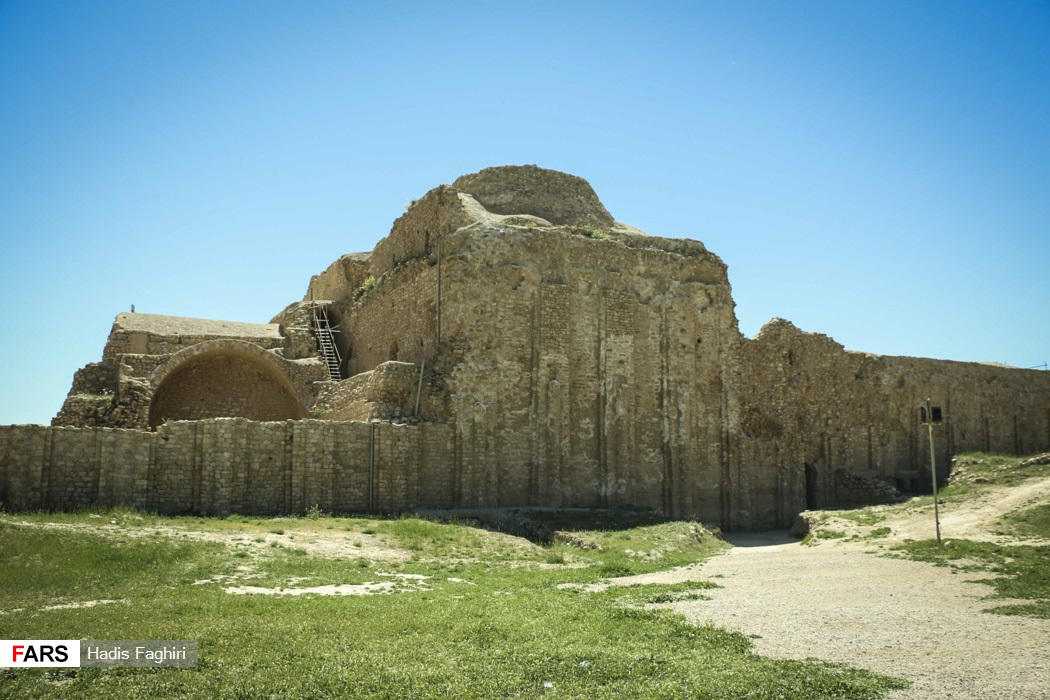
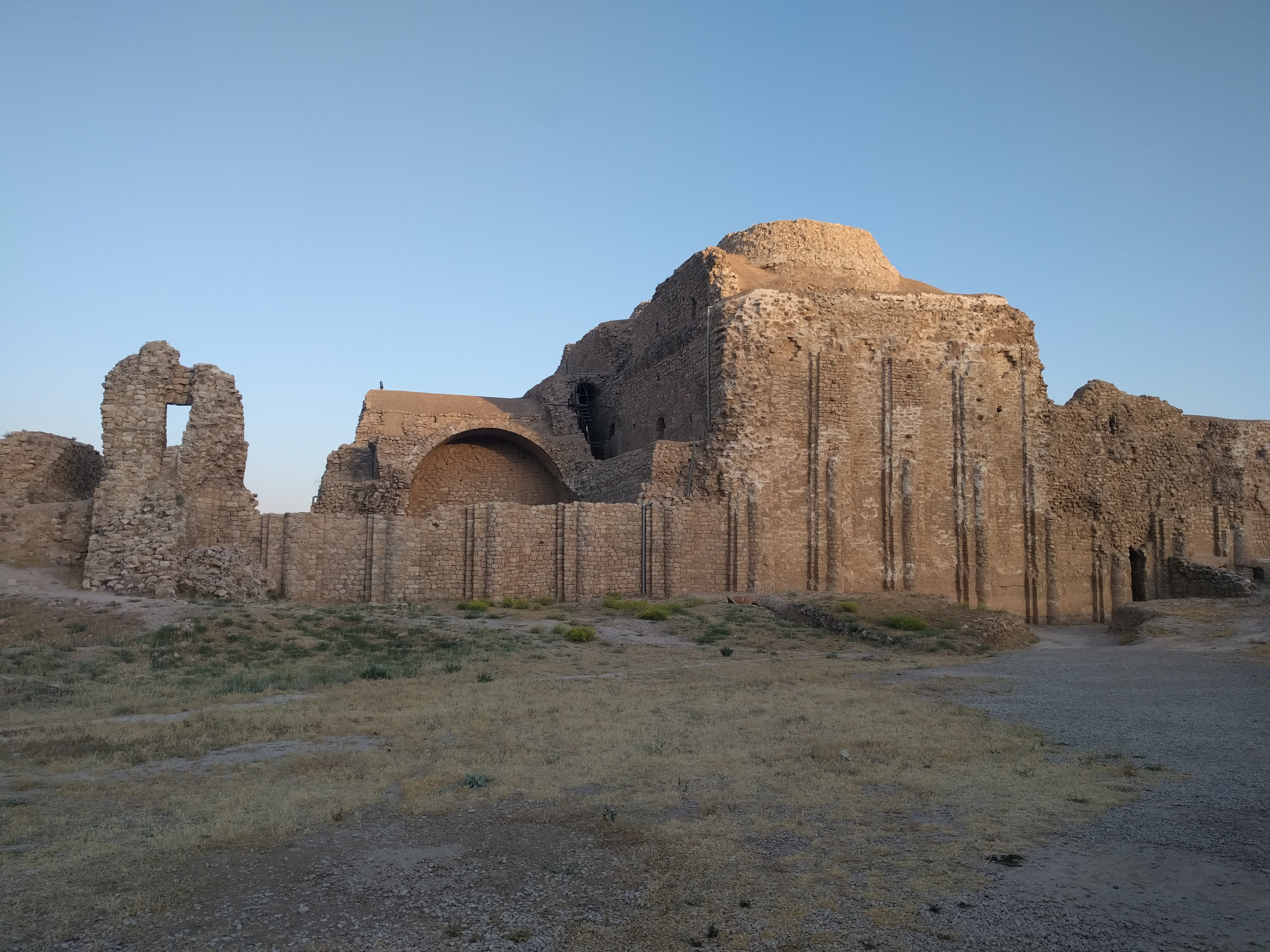
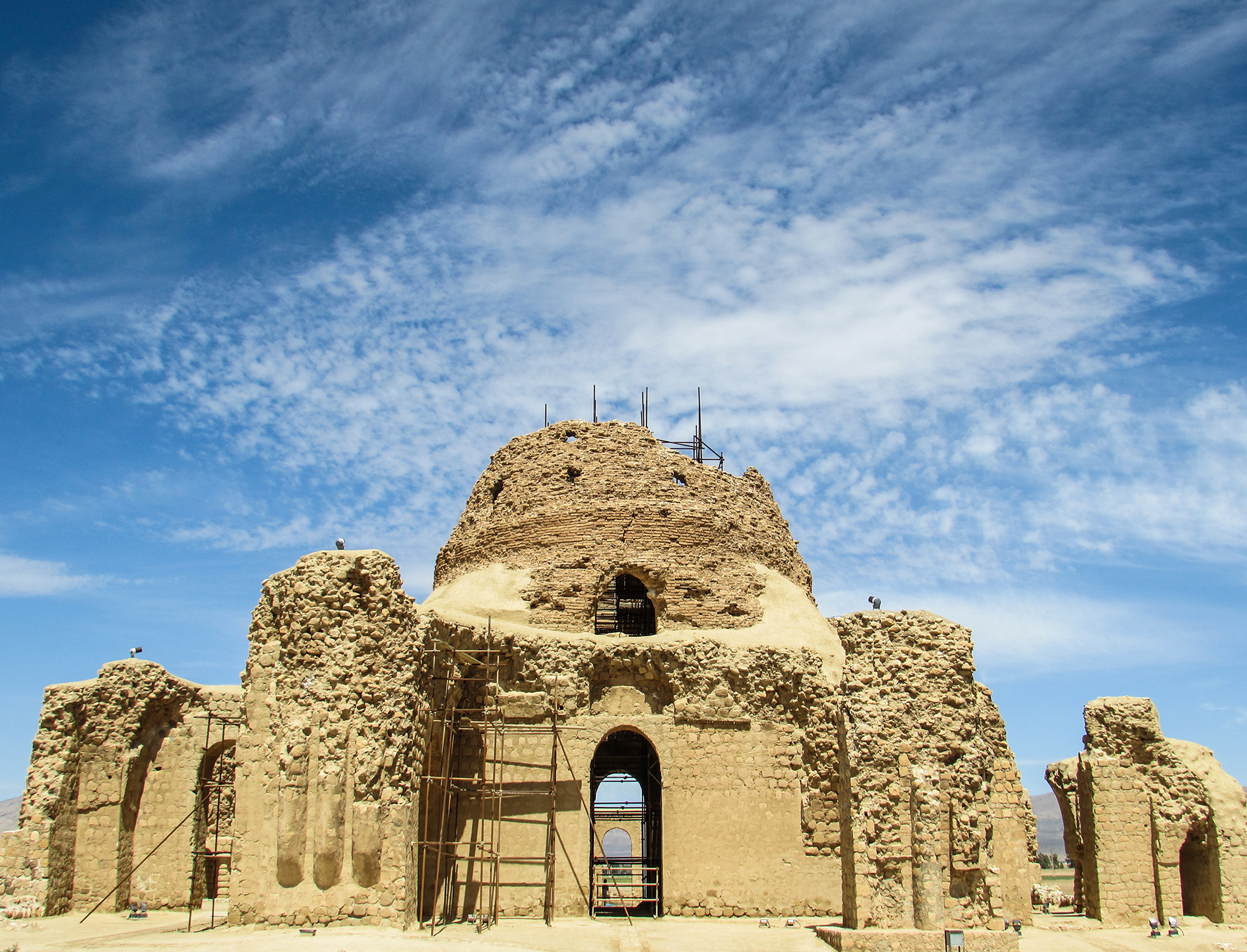
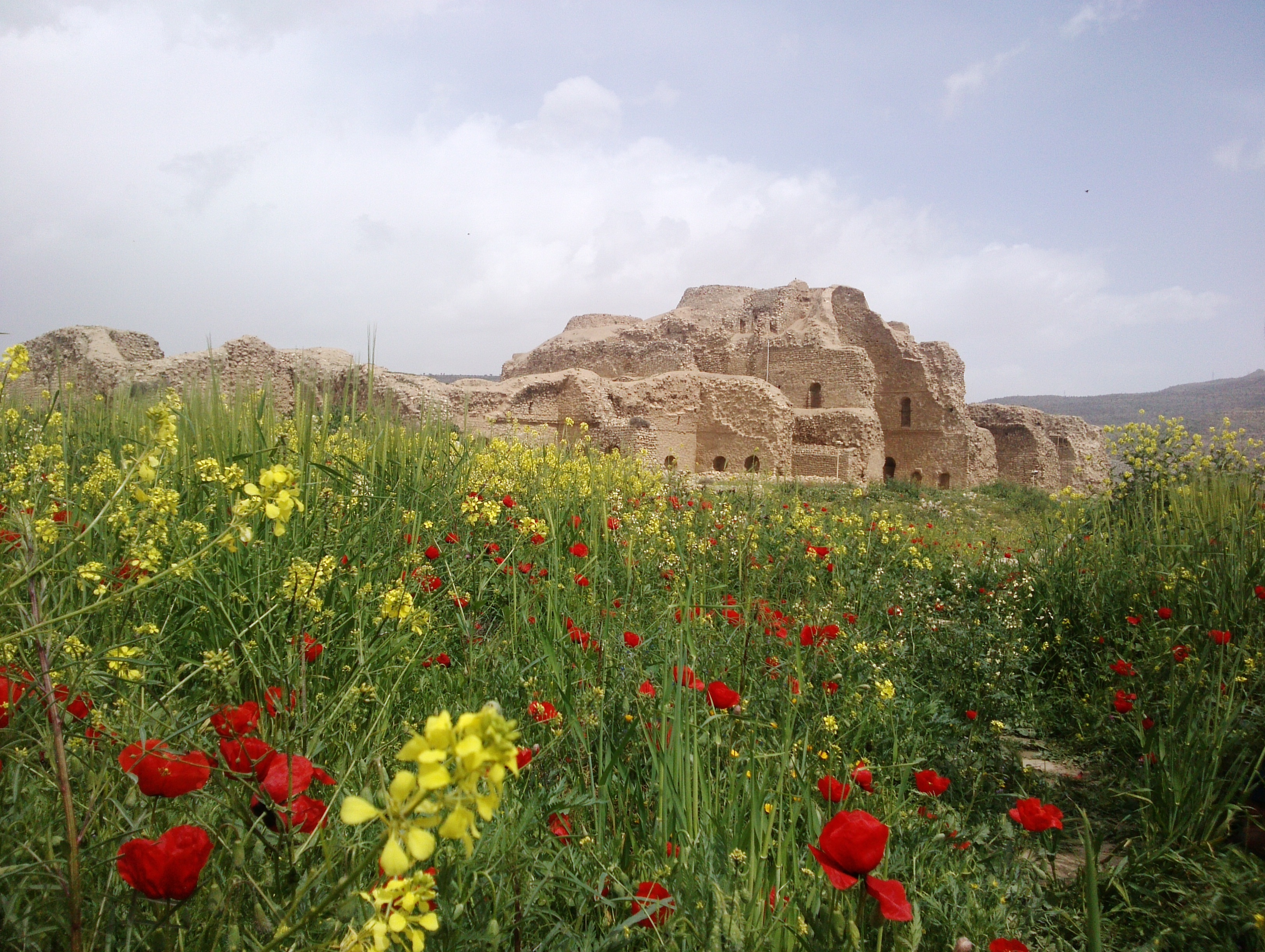
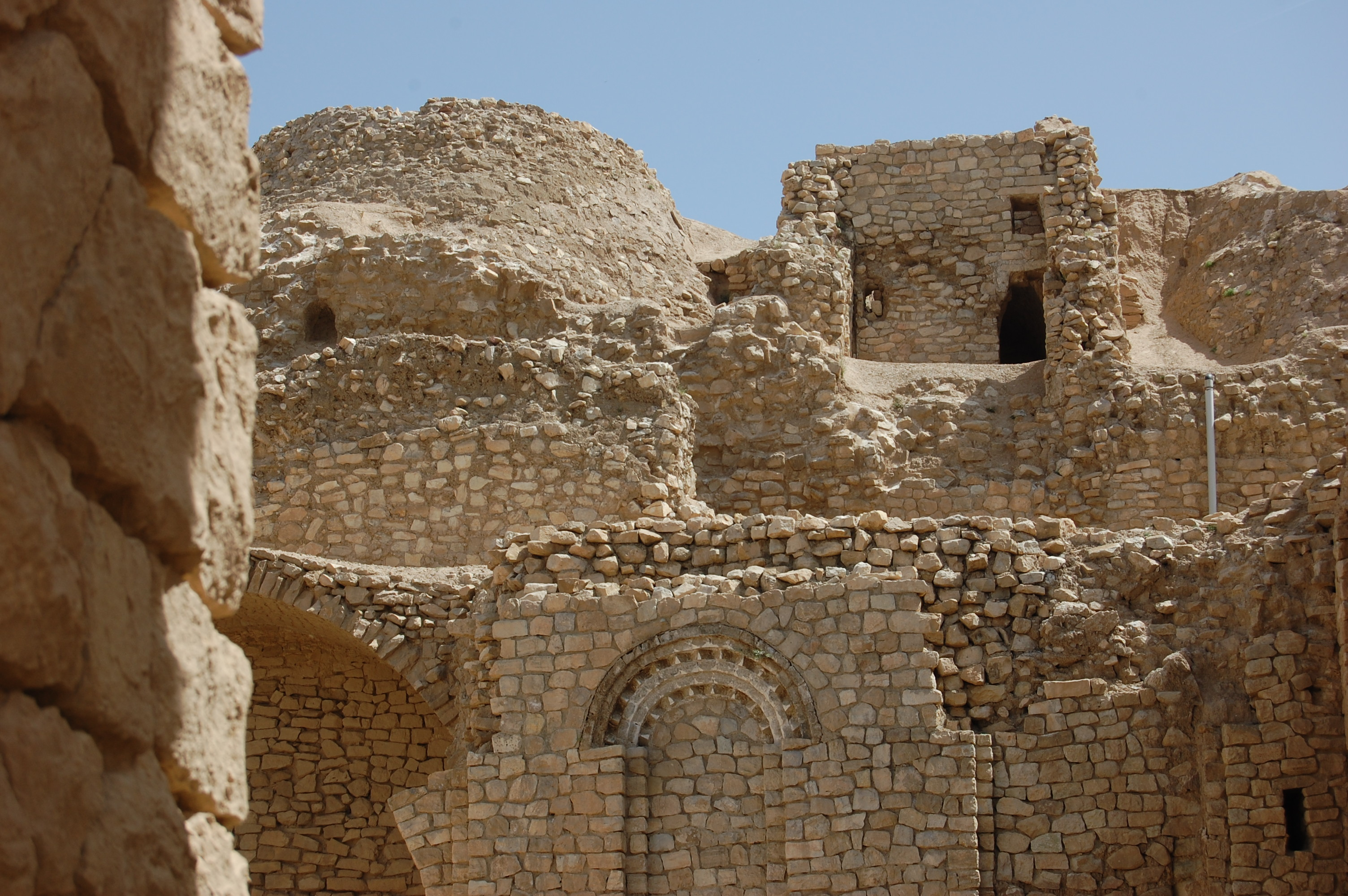
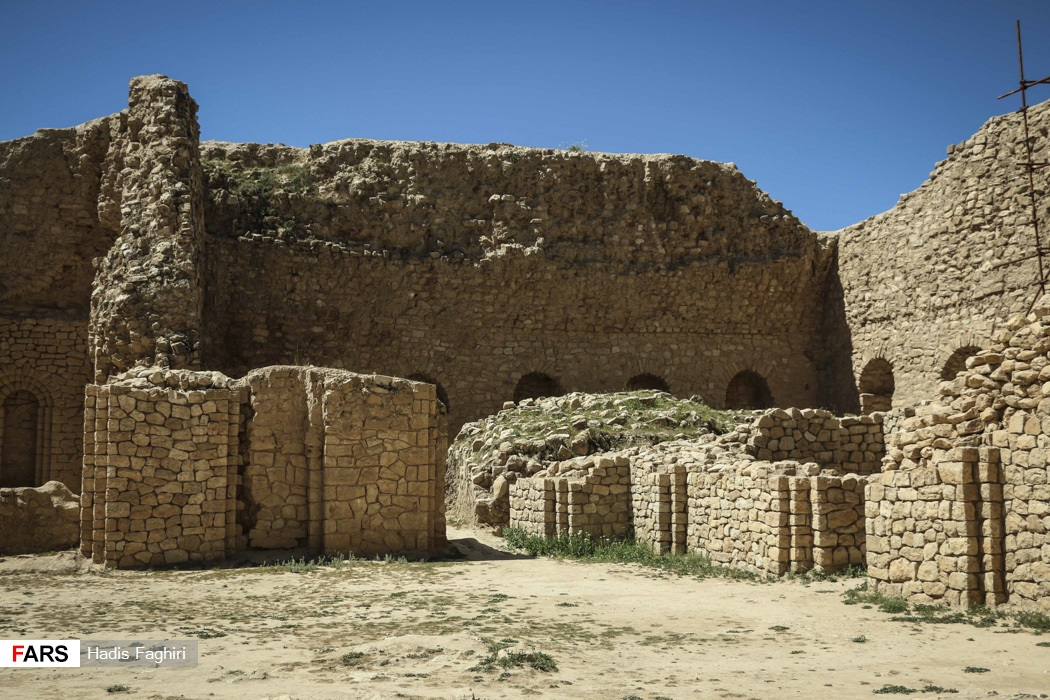
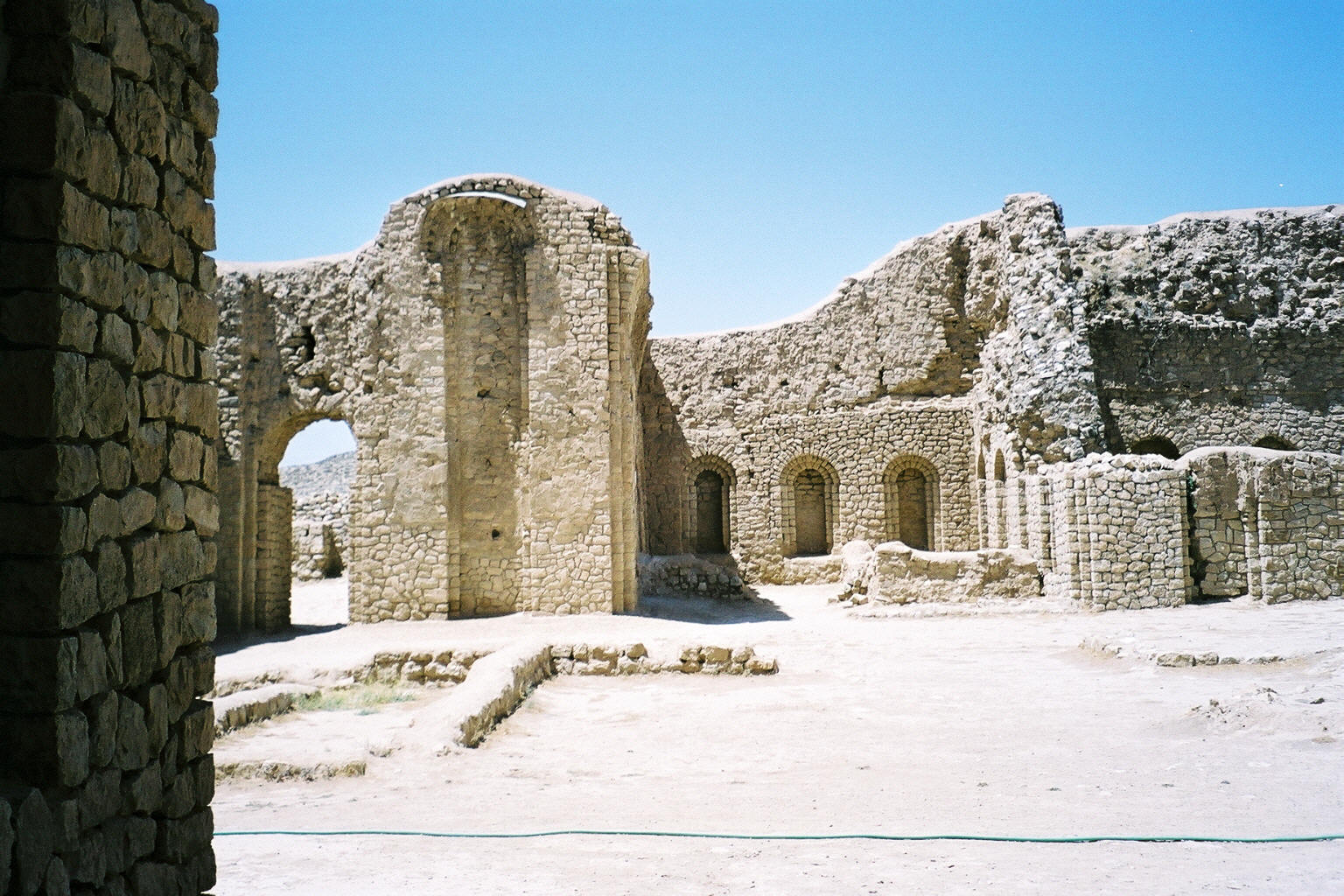
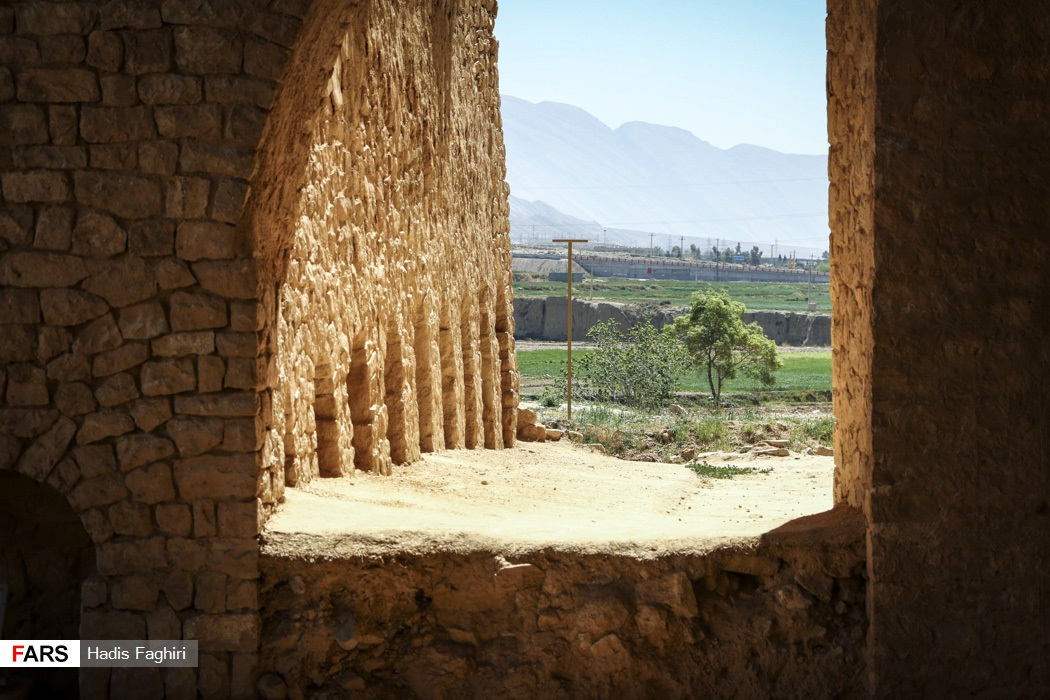
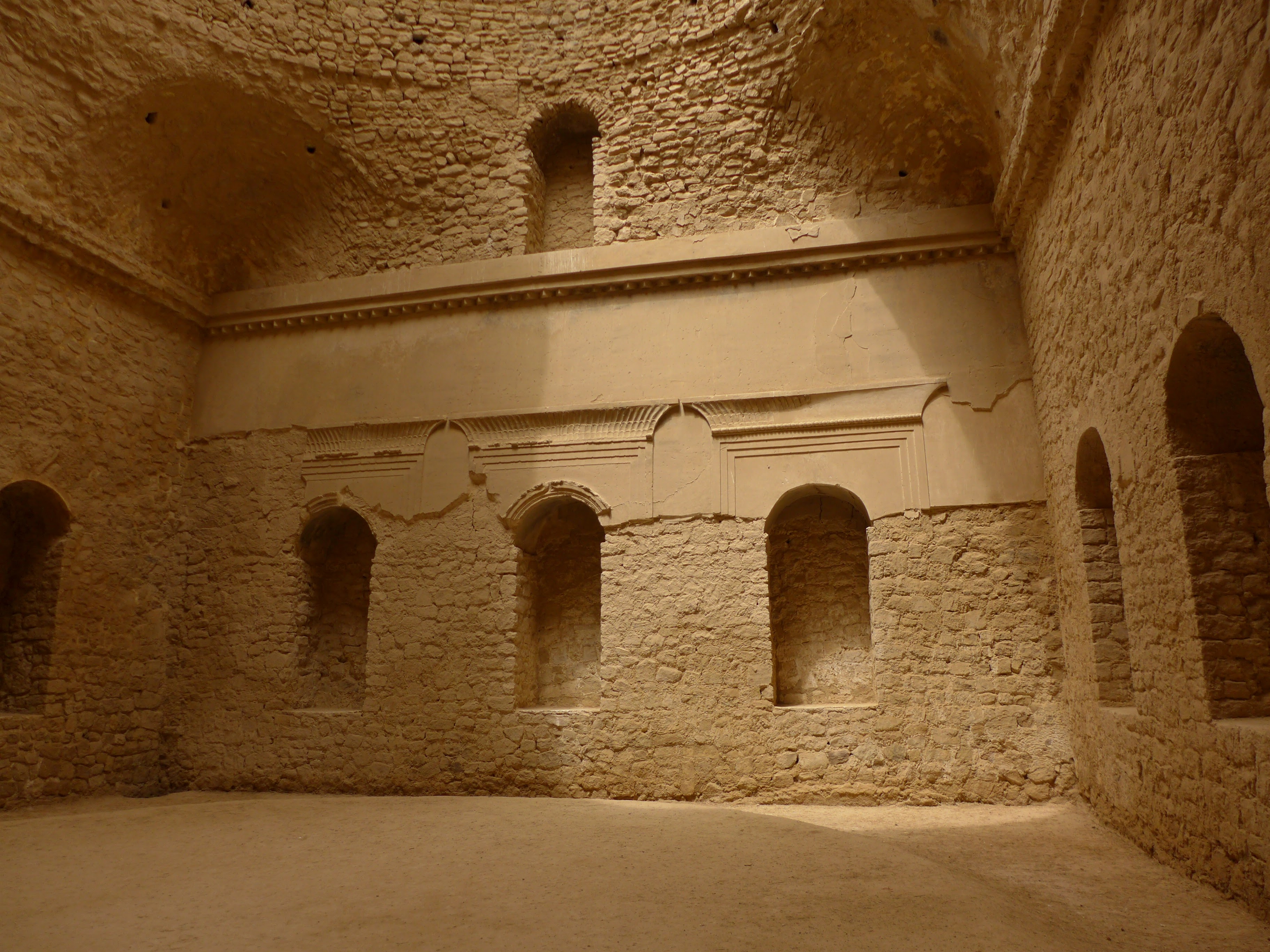
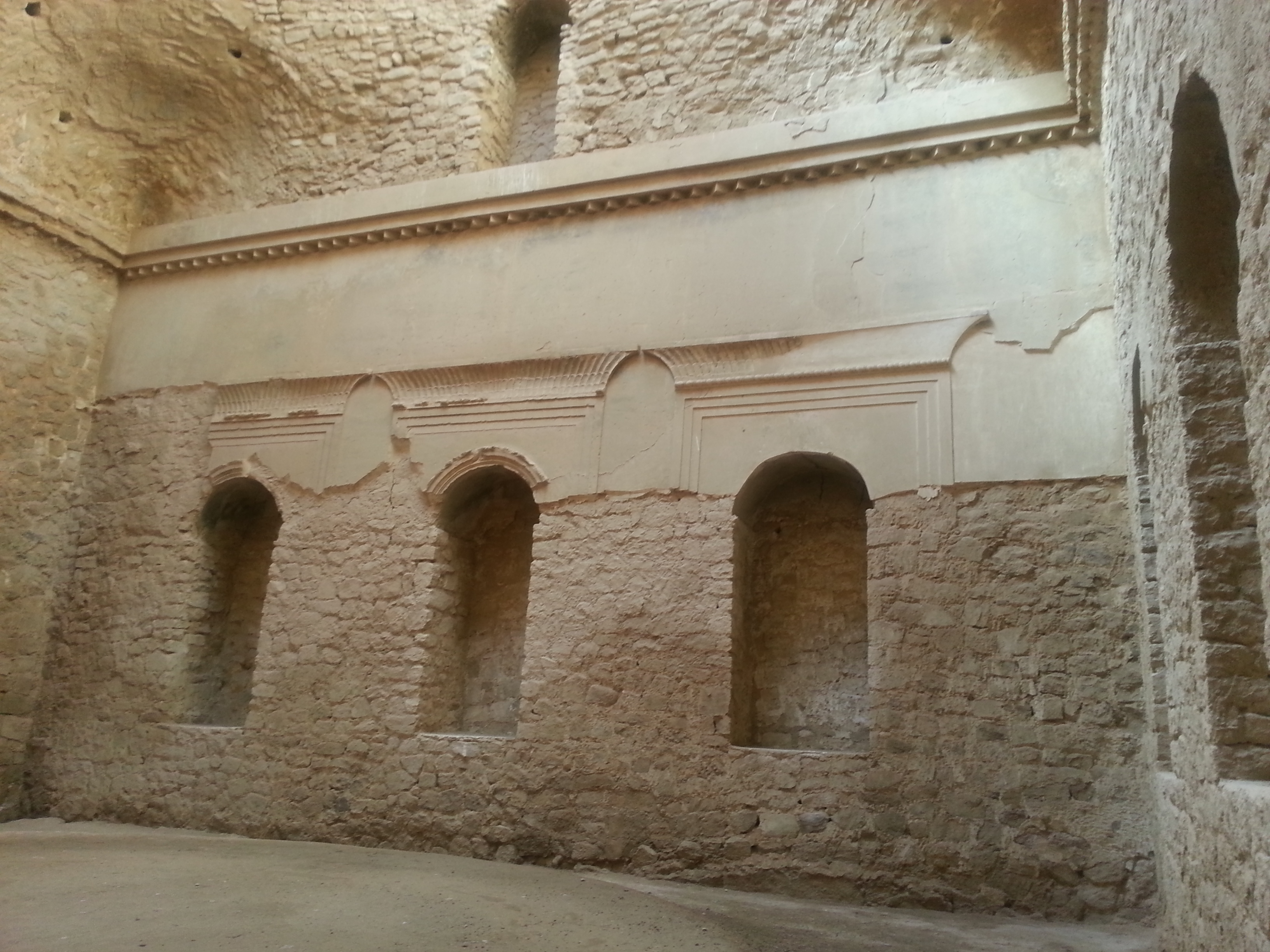
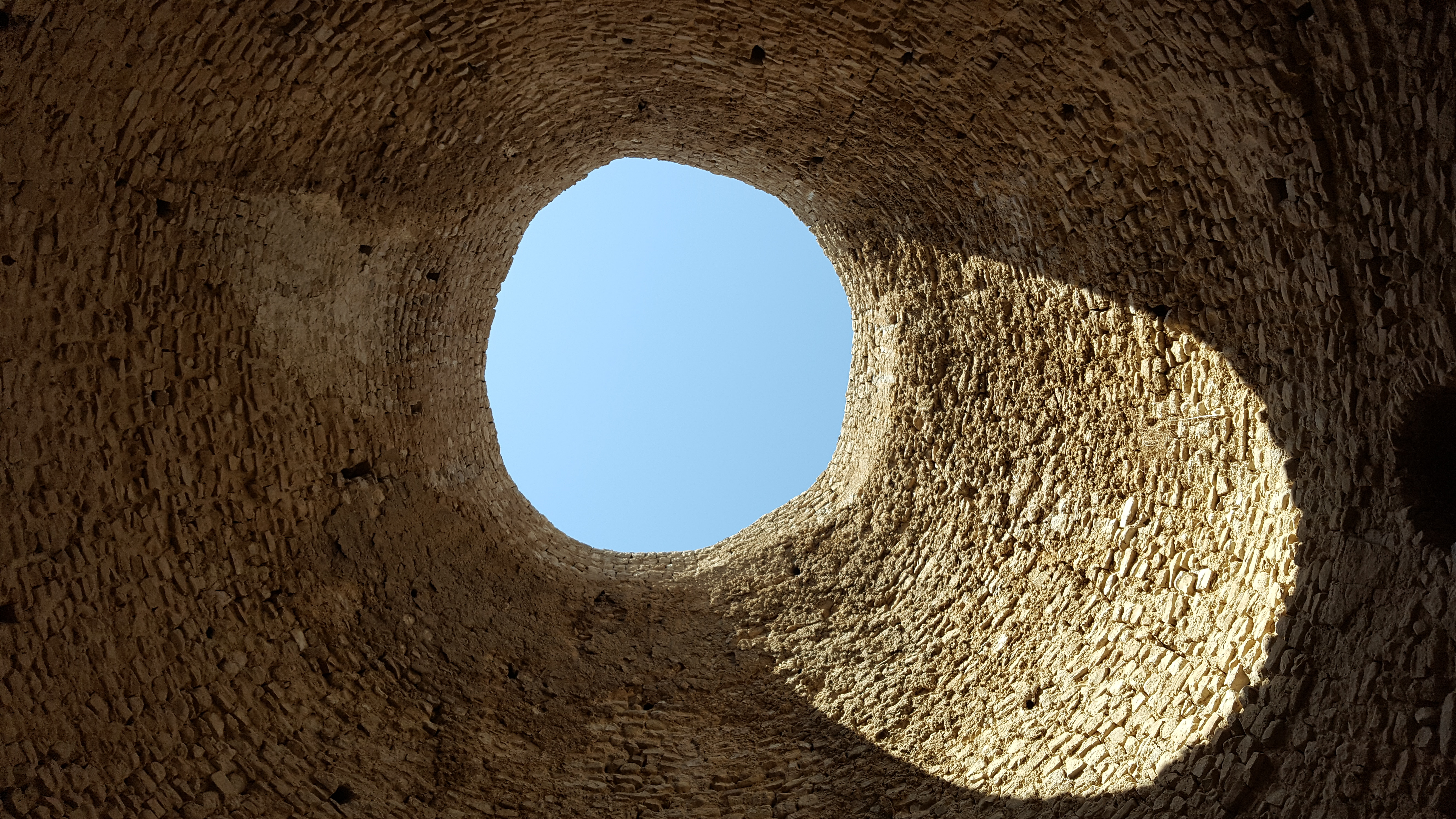
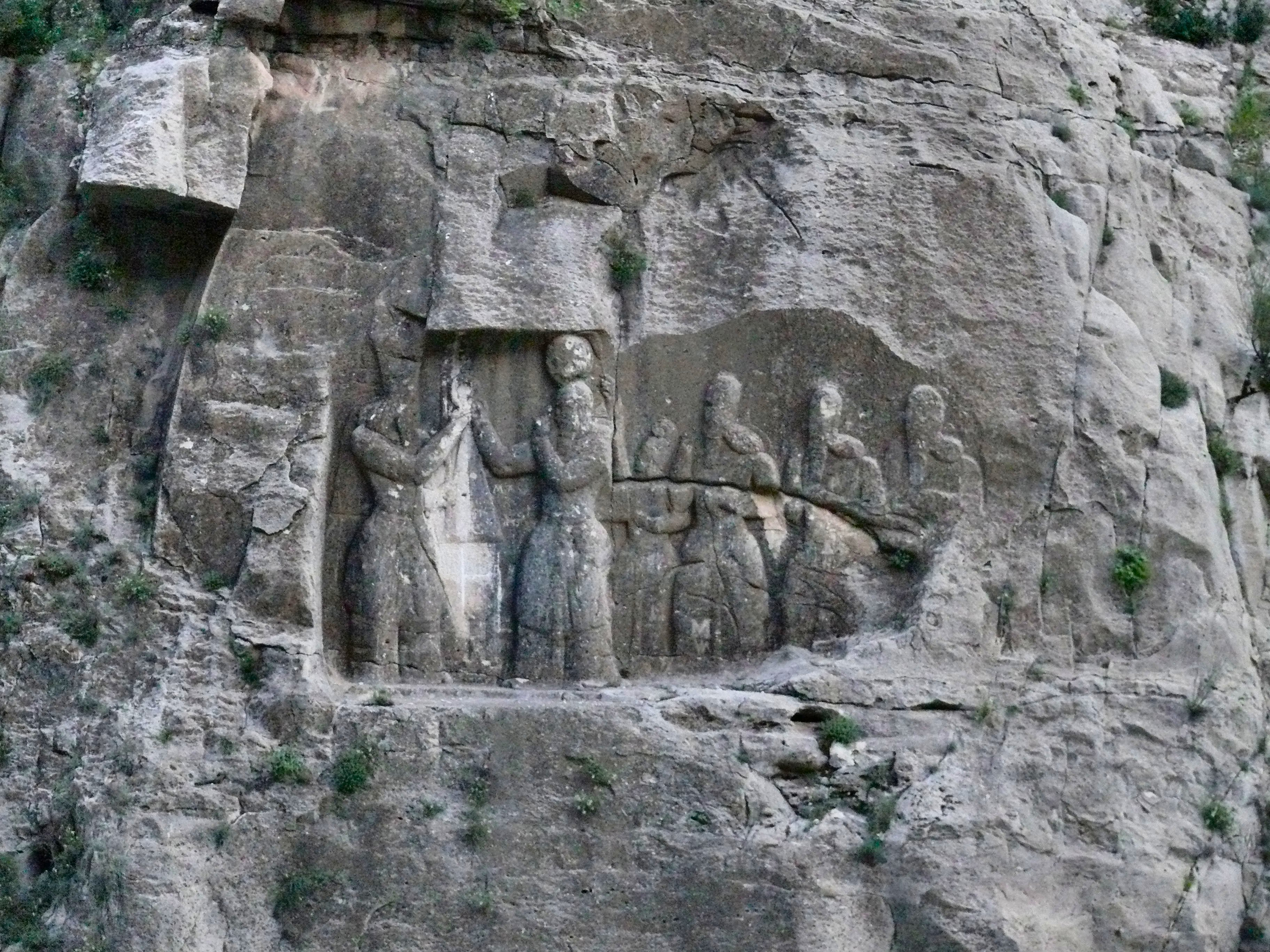